# 羯鼓
羯鼓，亦作鞨鼓，是古代龟兹乐、天竺乐、高昌乐、疏勒乐的乐器，源出羯，所以称为羯鼓。杜佑《通典》：“羯鼓，正如漆桶，两头俱击。以出羯中，故号羯鼓，亦谓之两杖鼓”。羯鼓用山桑木制造，形如漆桶，用小架承托，用两支黄檀木鼓槌打击，声音焦杀鸣烈。最宜于高楼晚景，明月清风中演奏，“破空透远，特异众乐”。前蜀永陵棺床石刻中有两位羯鼓伎，一位用右手持杖击打、左手持杖停于鼓边，另一位则双手并击。
羯鼓是唐玄宗至爱的乐器，他曾说羯鼓是“八音之领袖，诸乐不可为比”。大中二年二月，恰逢雨过天晴，景色明丽，高力士令人取来羯鼓，唐玄宗令人演奏他亲自谱写的羯鼓曲《春光好》，演奏完毕，一看四周的杏树柳树已发绿芽。每逢秋高气爽的时候，唐玄宗喜欢亲自演奏所作的羯鼓乐曲《秋风高》，顿时远风徐来，庭院中的树叶随鼓声起舞，乐曲出神入化。其長兄宁王也擅长击鼓法；而宁王长子汝阳王李琎聪明伶俐、通音律，獲唐玄宗亲自传授羯鼓。
羯鼓后传至日本。至元—明时唐宋的羯鼓已废，最后羯鼓只独存于日本。羯鼓的实物，以日本所传的较为近古。例如日本大山寺所藏羯鼓、信贵山藏羯鼓，鼓简平直，横置於架上，用兩棒敲擊。日本雅乐的唐乐里，除了古乐以外，其他不拘何调，都习惯用羯鼓。